# Aguaraponda
Aguaraponda (Stachytarpheta dichotoma) é uma planta verbenácea brasileira com flores de cor azul-violeta em forma de espigas, também é chamada de falsa-valeriana. Seu nome científico significa em grego, stachys = espiga, tarpheios = denso, "espingas densas" ou "ápices densas"; dichotoma = bifurcadas, descrevendo a ramificação desta planta como  bifurcada.

## Descrição
É um arbusto semi-lenhoso a 6 pés de altura. Folhas opostas, ovaladas, 4 centímetros de comprimento por 2 centímetros de largura, pilosas na superfície superior, menos na parte inferior, margens serrilhadas. Ápices de 1,5 m, magro, da cor azul para violeta e, raramente, flores brancas.

## Distribuição
Da América tropical, em pastagens úmidas e florestas.

### Impacto ambiental
Invade florestas e pastagens para áreas molhadas. Facilmente invade áreas alteradas, muitas vezes formando densos em áreas de alta pluviosidade. Também persiste em densidades mais baixas em áreas secas.